# Andrew Rock
Andrew Rock, född 23 januari 1982 i Marshfield i Wisconsin, är en amerikansk friidrottare som tävlar i kortdistanslöpning.
Rock var med i det amerikanska stafettlaget på 4 x 400 meter, som vann guld vid OS i Aten 2004. Han ingick även i laget som vann guld året efter i Helsingfors. Individuellt blev han silvermedaljör på 400 meter vid VM i Helsingfors. 

## Personliga rekord
- 200 meter - 20,84
- 400 meter - 44,35